# Gymnastikos Syllogos Zīnōn
Il Gymnastikos Syllogos Zīnōn (in greco: Γυμναστικός Σύλλογος Ζήνων) meglio noto come Neo GSZ per aver sostituito il vecchio GSZ, è uno stadio polifunzionale della città di Larnaca in Cipro.
Usato prevalentemente per il calcio è lo stadio di casa delle squadra dell'AEK; in passato ha ospitato gli incontri di Pezoporikos ed EPA, le due squadre dalla cui fusione è nato l'AEK. È di proprietà del Gymnastic Club Zeno, società di ginnastica che prende il suo nome da Zenone di Cizio, filosofo dell'antica Grecia che era nativo di Larnaca.
Ha ospitato in diverse circostanze la finale della Cyprus Cup.